# Kalijoso (Secang)
Kalijoso is een bestuurslaag in het regentschap Magelang van de provincie Midden-Java, Indonesië. Kalijoso telt 2784 inwoners (volkstelling 2010).